# WTA Challenger Series 2020
In der folgenden Tabelle werden die Damenturniere der WTA Challenger Series der Saison 2020 dargestellt.
Auf dem Veranstaltungskalender des Jahres standen in dieser Kategorie mehrere Turniere. Im Jahresverlauf wurden jedoch coronabedingt mehrere Turniere abgesagt.

## Turnierplan
| Datum                           | Ort           | Turnier                                  | Preisgeld  | Belag     | Siegerin Einzel | Siegerinnen Doppel                       |
| ------------------------------- | ------------- | ---------------------------------------- | ---------- | --------- | --- | ---------------------------------------- |
| 27. Januar – 2. Februar 2020    | Newport Beach | Oracle Challenger Series – Newport Beach | $162.480   | Hartplatz | Madison Brengle | Hayley Carter Luisa Stefani              |
| 2. – 8. März 2020               | Indian Wells  | Oracle Challenger Series – Indian Wells  | $162.480   | Hartplatz | Irina-Camelia Begu | Asia Muhammad Taylor Townsend            |
| 16. – 21. März 2020             | Guadalajara   | Abierto Zapopan                          | $125.000   | Hartplatz | Aufgrund der COVID-19-Pandemie abgesagt. | Aufgrund der COVID-19-Pandemie abgesagt. |
| 13. – 19. April 2020            | Xi’an         | Xi’an Open                               | $125.000   | Hartplatz | wegen der COVID-19-Pandemie abgesagt | wegen der COVID-19-Pandemie abgesagt     |
| 27. April – 3. Mai 2020         | Anning        | Kunming Open                             | $125.000   | Sand      | wegen der COVID-19-Pandemie abgesagt | wegen der COVID-19-Pandemie abgesagt     |
| 1. – 6. Juni 2020               | Bol           | Croatia Bol Open                         | $125.000   | Sand      | verschoben | verschoben                               |
| 6. – 11. Juli 2020              | Båstad        | Nordea Open                              | $125.000   | Sand      | Aufgrund der COVID-19-Pandemie abgesagt. | Aufgrund der COVID-19-Pandemie abgesagt. |
| 27. Juli – 2. August 2020       | New Haven     | Oracle Challenger Series – New Haven     | $162.480   | Hartplatz | abgesagt | abgesagt                                 |
| 29. August – 6. September 2020  | Prag          | Prague Open (Challenger) 2020            | $3.150.000 | Sand      | Kristína Kučová | Lidsija Marosawa Andreea Mitu            |
| 29. August – 6. September 2020  | Prag          | Prague Open (Challenger) 2020            | $3.150.000 | Sand      | Organisiert als Ersatz für die aufgrund der COVID-19-Pandemie abgesagte Qualifikation für das Grandslamturnier US Open 2020. Finanziert durch die United States Tennis Association (USTA). |                                          |
| 29. August – 6. September 2020  | Pörtschach    | Carinthian Ladies Open                   | $125.080   | Sand      | Aufgrund der COVID-19-Pandemie abgesagt. | Aufgrund der COVID-19-Pandemie abgesagt. |
| September 2020                  | Karlsruhe     | Liqui Moly Open                          | $125.000   | Sand      | Aufgrund der COVID-19-Pandemie abgesagt. | Aufgrund der COVID-19-Pandemie abgesagt. |
| 7. – 13. September 2020         | Warschau      | BNP Paribas Warsaw Open                  | $125.000   | Sand      | abgesagt | abgesagt                                 |
| 28. September – 3. Oktober 2020 | Taschkent     | Tashkent Open                            | $125.000   | Hartplatz | abgesagt | abgesagt                                 |
| 5. – 11. Oktober 2020           | Taipeh        | Taipei OEC Open                          | $125.000   | Hartplatz | abgesagt | abgesagt                                 |
| 15. – 22. November 2020         | Houston       | Oracle Challenger Series – Houston       | $162.480   | Hartplatz | abgesagt | abgesagt                                 |
| 14. – 20. Dezember 2020         | Limoges       | Open BLS de Limoges                      | $125.000   | Hartplatz | abgesagt | abgesagt                                 |